# 天かす

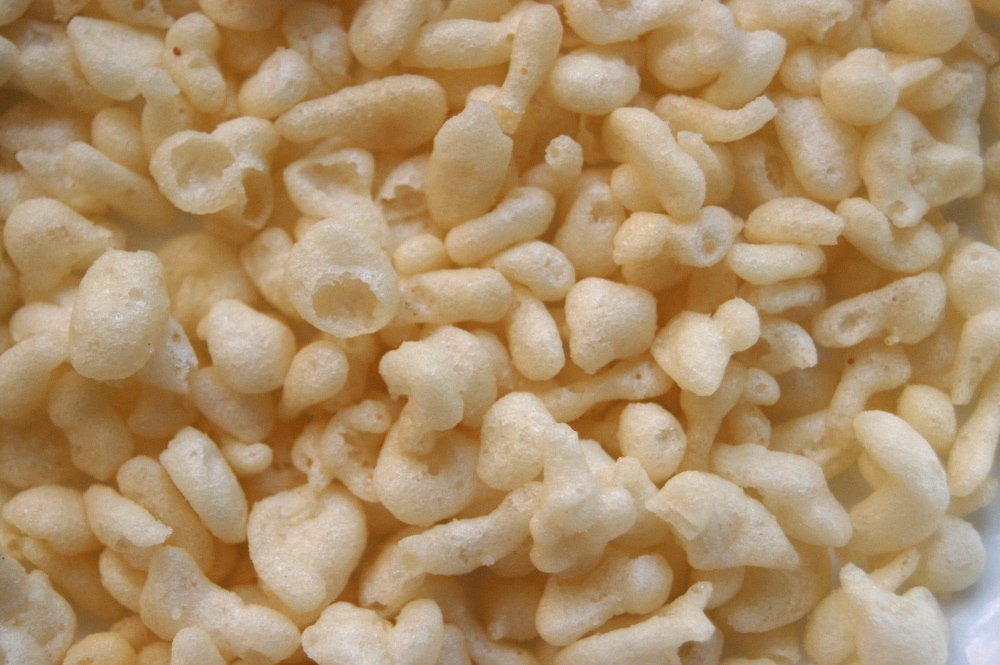
天かす

天かす（てんかす、天カス、天滓とも書く）とは、天ぷらを揚げる時に生じる揚げかす（天ぷらのカス）のことである。食品廃材として廃棄される一方、揚げ物と同様の風味、油のコク、食感を得られるため、他の料理の添え物や材料として利用されることもある。
揚げ玉（あげだま、揚玉とも書く）とも称されるが、天かすと揚げ玉では細かな違いがある（違いに関しては後述）。

## 解説
天ぷらを作る際、天ぷら種につけた薄力粉と溶き卵と水からなる液状の衣のうち、油に入れる際に種から離れた残り物が「天かす」である。天ぷらを繰り返し揚げる際、天かすを油に残したままだと焦げることから、金網などを使ってすくい取る。天ぷら屋ではこの揚げカスが大量に生じるほか、天かすは油の酸化が進みやすく保存に向いていないことから、食品廃材として廃棄することが多い。
他方、料理で使用するために料理の一具材として揚げ玉を作ることは、手間がかかる。そうしたことから一定の需要があり、天麩羅屋やそば屋やなどの飲食店、スーパーマーケットや総菜店で揚げ玉が商品として製造販売されることがある。味を良くするため、小エビなどの細かい具材を使用して作る商品もある。これらの具専用に作られた揚げ玉をかけそば・かけうどんに載せることにより、たぬきそば・たぬきうどんとなる（主に首都圏。地域によって異なる。近畿地方では、「はいからうどん」「はいからそば」などと称される。）。
そば屋・うどん屋では、タネ物として天ぷらを揚げた際に発生した天かすを利用することはないが、近畿地方、香川県（讃岐地方）を中心に一部のうどん店においては、天ぷらの揚げカスを無料で提供することもあり、これは天ぷら種を載せるより安価である。

## 「天かす」と「揚げ玉」
2003年度にNHK放送文化研究所が行った調査では、天かすと呼ぶ人が68パーセント、揚げ玉が29パーセント、揚げかすが16パーセントという分布だった。東海地方を含む西日本では「天かす」と呼ぶ人が全国平均より多く、東日本（東北地方を除く）では「揚げ玉」と呼ぶ人が全国平均より多いという結果が出ている。
江戸の蕎麦屋にて無料で提供したことが人気となって日本中に広がった。その後の江戸では有料化することになったことから、小エビや割いたイカを入れて作ることも行われ、名称も「揚げ玉」とされた。それゆえ、関東の多くでは「揚げ玉」と呼ばれる。全国的には「揚げ玉」も「天かす」も同じ物品を意味するが、食材用として意図的に作ったものを「揚げ玉」、副産物として偶発的に作られたものを「天かす」と、それぞれ区別する場合もある。また、製法上の違いから、天ぷらの副産物として生じる天かすが不定形であることが多いのに対し、工場で製造販売される商品は均一な円形のものが一般的となっている。
関東の蕎麦屋では、胡麻油と白絞油の油を使用し、天ぷらとは別に作り上げた揚げ玉を「たぬき」と称して売っているところがある 。

## 天かす火災
余熱を持った大量の天かすを1か所に固めてゴミ箱などに放置した場合、自然発火してしまう場合がある。周囲が無人の場合は火災に直結し、これは「天かす火災」として知られる。
天かすは空気（酸素）に触れる表面積が大きいことからも油の酸化反応が早く進むうえ、反応熱はひと固まりになった天かすの内部から逃げにくいため、こもった熱でさらに反応が加速され、温度が油の発火点を超えると発火する。
消防的な観点からは、大量の熱い天かすは平たい容器などに広げ、水をかけるなどして充分に冷却させてから処分すべきとされる。

## 揚げ玉を食材として用いる料理

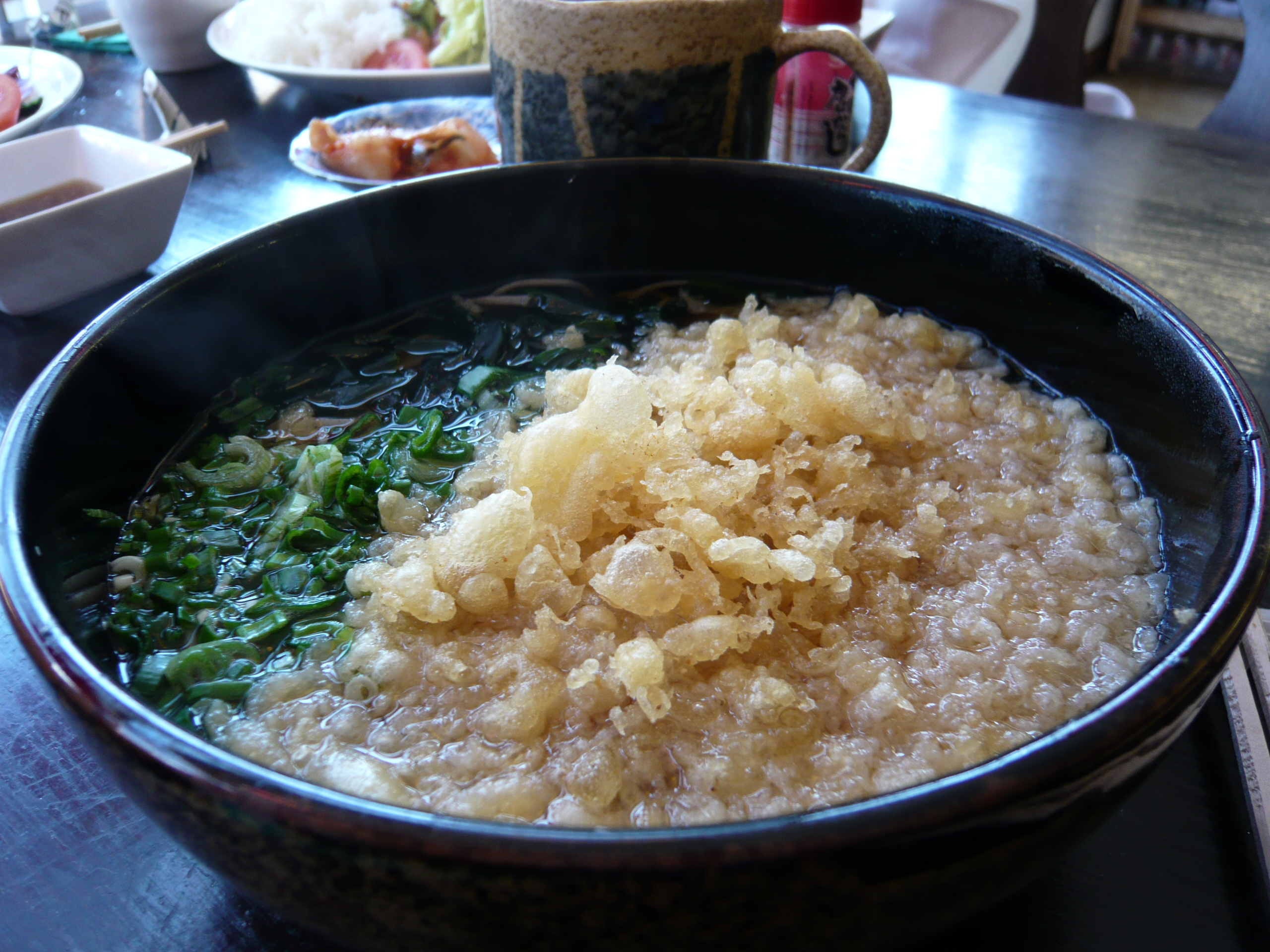
たぬきそば

- たぬきうどん・たぬきそば - 冷やし、ぶっかけ含む。地域によっては、天かす・揚げ玉を入れない「たぬきうどん・そば」がある。
- 丼 - 「たぬき丼」「ハイカラ丼」と呼ばれる。揚げ玉を卵とじにする店もある[6]。
- 焼きそば、焼きうどん
- たこ焼き
- お好み焼き
- おにぎり - 味付けのため、めんつゆをかけ、ご飯と混ぜる場合が多い。そばとうどんにならい、「たぬきおにぎり」と呼ばれることもある。
- ラーメン - 東北、瀬戸内など。
- 味噌汁の具として用いることもある。この場合は、わかめ、豆腐といった具に天かすを追加する形で用いられることが多い。